# Евхерий (син на Стилихон)
Вижте пояснителната страница за други личности с името Евхерий.
Евхерий (на латински: Eucherius; * ок. 389, Рим; † 23 август 408, Равена) е римски политик.

## Биография
Син на генерал Стилихон и Серена по времето на западноримския император Хонорий. Вероятно е внук на Флавий Евхерий (консул 381 г.). Брат е на Мария и Терманция, които са били съпруги на император Хонорий.
Баща му е magister militum на Западната римска империя. Заради своите успехи се жени през 384 г. за Серена, дъщеря на Мария и Хонорий, братът на Теодосий I и осиновена от него. През 395 г., след смъртта на Теодосий, родителите му се грижат за тогава единадесетгодишния Хонорий и Гала Плацидия.
През 396 г. Евхерий е номиниран за tribunus et notarius. През 405 г. e сгоден за Гала Плацидия. През 408 г. Евхерий и баща му стават жертва на дворцова интрига. Баща му е обвинен в предателство и в това, че се стреми да вземе трона за сина си и е екзекутиран заедно с него. Двамата са убити в Равена от генерал Хераклиан, който наследява имуществото на Стилихон. Майка му Серена е екзекутирана същата година в Рим по нареждане на Хонорий.